# Serrana Torres
Serrana Torres es una directora de cine, productora, y guionista uruguaya que reside en España. Ha dirigido y producido, junto a Tània Balló y Manuel Jiménez Núñez, el documental interactivo web Las Sinsombrero sobre las mujeres artistas y pensadoras de la Generación del 27.
En 2012, fundó junto a su socia Tània Balló, la productora Intropía Media. Torres produjo Oleg y las raras artes (2016), de nuevo junto a Tània Balló, Marta Andreu y Lluís Miñarro. 

## Filmografía
- Las Sinsombrero (2015)
- Habibi min Haida (2012)
- Training for trainers (2007)
- Sex, gender and condoms (2007)
- Alter Geist (2006)
- Matlådan (2005)
- Morendo (2005)
- Única bacanal en Paris (2004)
- Lämna mig inte (2004)